# هكشة (الرقة)
هكشة قرية سورية تتبع ناحية سلوك في منطقة تل أبيض في محافظة الرقة. بلغ عدد سكانها 1140 نسمة في عام 2004 حسب إحصاء المكتب المركزي للإحصاء.